# Torre de Xóvar
La Torre de Xóvar, a la comarca de l'Alt Palància, és una torre defensiva, potser part o fins i tot el total del castell de Xóvar, catalogada, per declaració genèrica com Bé d'Interès Cultural, segons consta a la Direcció General de Patrimoni Artístic de la Generalitat Valenciana, amb el codi identificatiu: 12.07.056-002, en no presentar anotació ministerial.
Es localitza aquesta torre defensiva al costat de la carretera d'Assuévar a Xóvar. L'estat en què es troba és pràcticament ruïnós. S'arriba a la torre per la part alta del poble, prenent el camí del calvari, a la zona més elevada, que és el lloc escollit pels musulmans per a la construcció del castell, que tenia forma de torre de vigilància. Situat molt a prop del Castell d'Assuévar, potser el de Xóvar consisteix en una sèrie de torres de vigilància i defensa del terreny per reforçar l'anterior.

## Descripció
La història de Xóvar està molt relacionada amb la d'Azuébar, ja que els historiadors consideren que l'origen de la primera estigués en un conjunt de torres de vigilància i defensa que es construirien al voltant del Castell d'Assuévar, com a complement i reforç d'aquest.

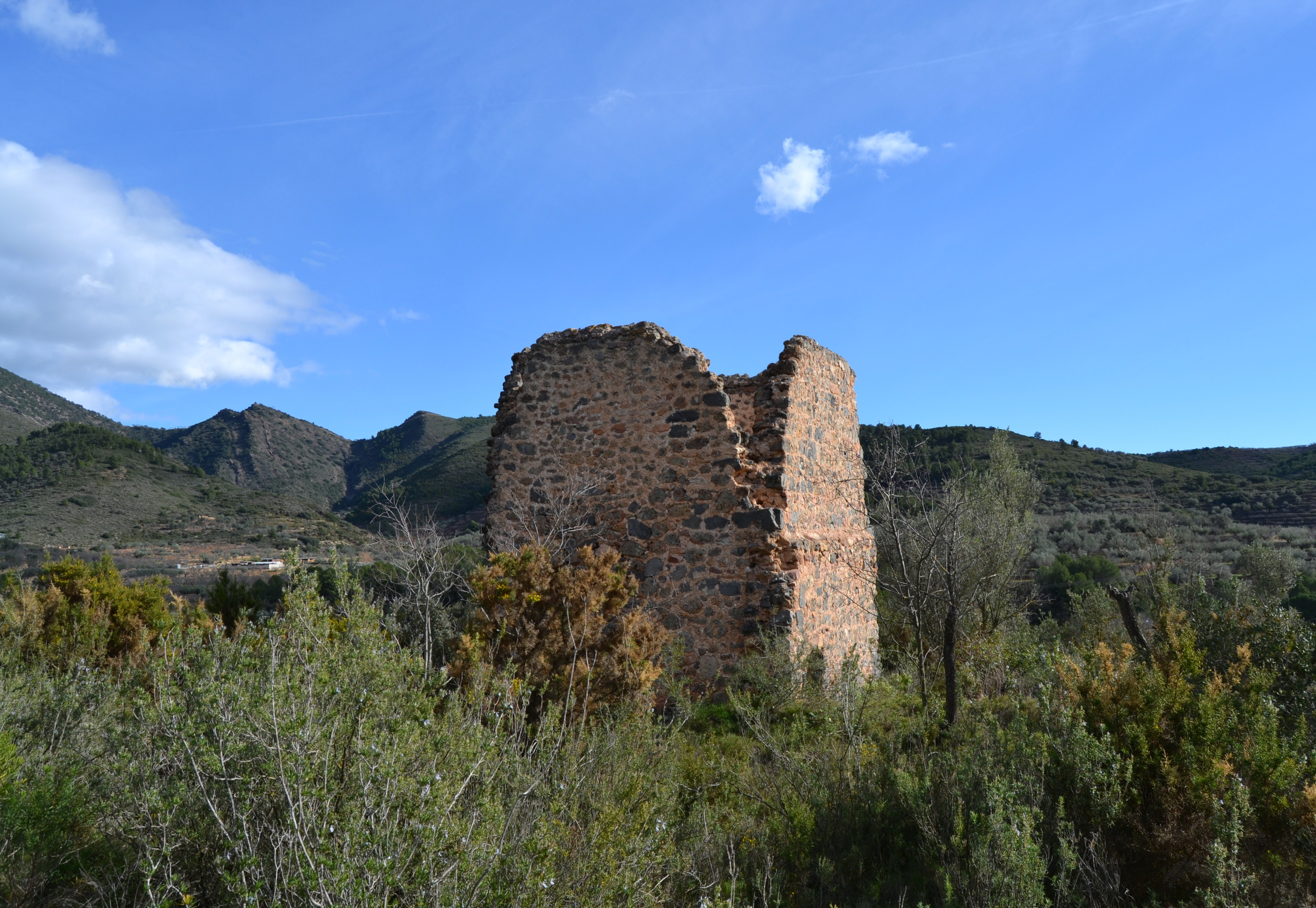
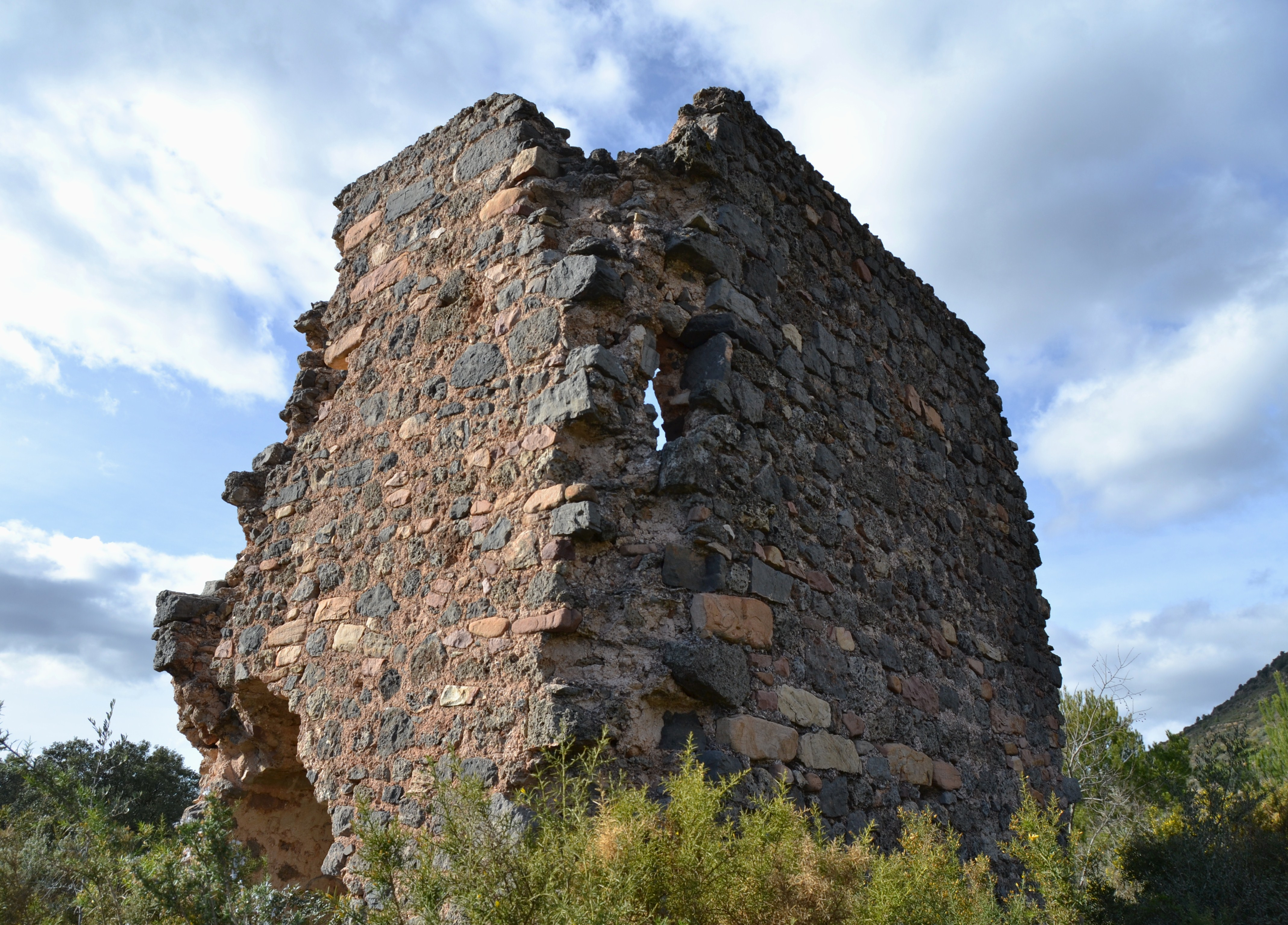
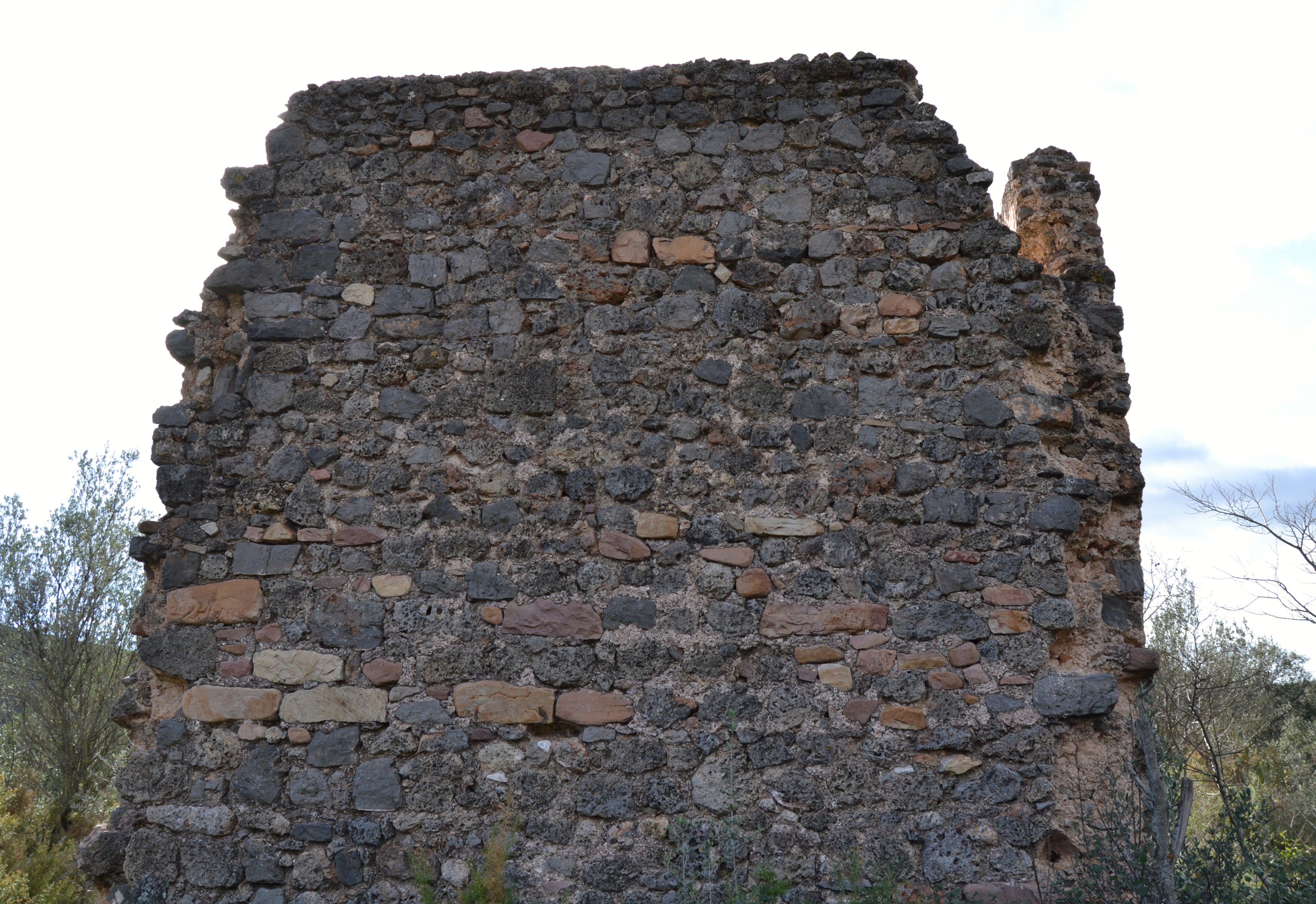
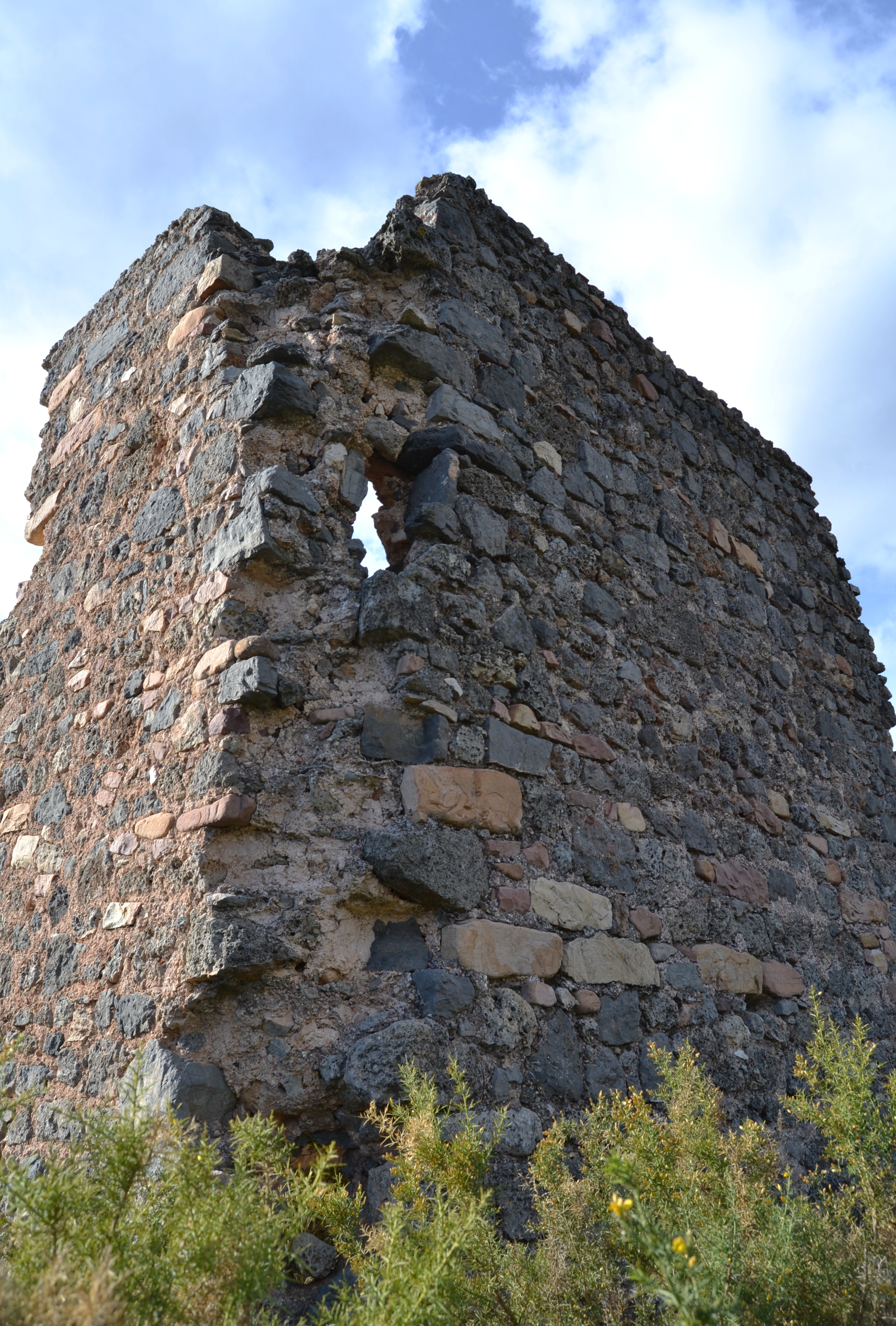
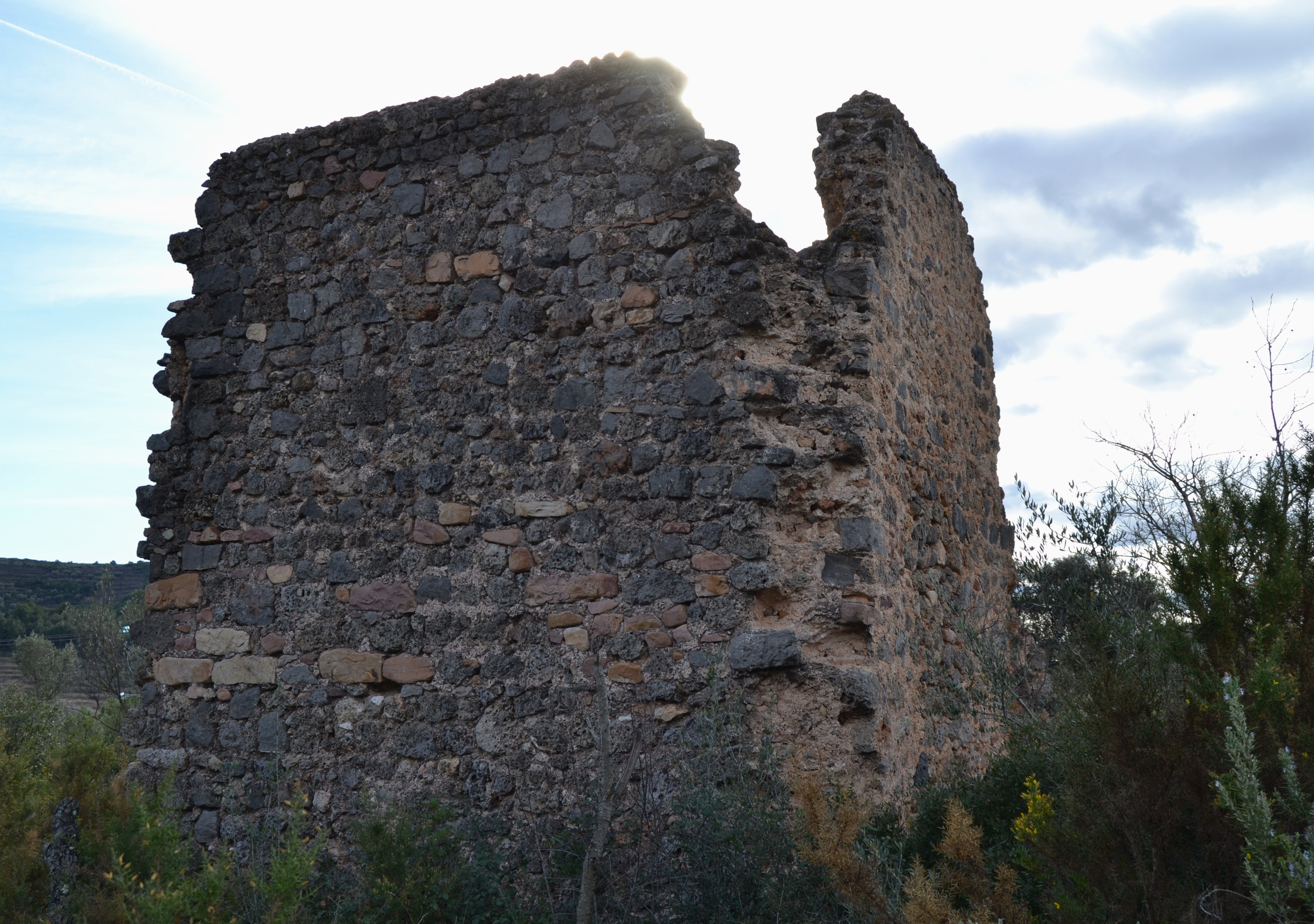

Per això, i tenint en compte l'origen musulmà del castell d'Azuébar, podríem afirmar, amb un gran marge de seguretat, que la torre de Xóvar és d'origen musulmà també, igual que la resta de les construccions que posteriorment es van dur a terme en el mateix nucli poblacional que va sorgir al seu voltant, que van seguir la tradició morisca constructiva, tant en la tipologia dels carrers (estrets i irregulars), com en els seus edificis i la tècnica constructiva per realitzar-los (pedra seca, argamassa i tàpia).
Encara pot distingir la seva planta rectangular, quedant tan sols els fonaments i la base de la qual es podria considerar la torre de l'homenatge d'un castell ja desaparegut. està construït en maçoneria amb pedres irregulars.
Adossada a la torre es pot distingir una cisterna, de planta rectangular i amb volta.